# جون كارتر (لاعب كريكت)
جون كارتر (23 يونيو 1935 في المملكة المتحدة - ) (بالإنجليزية: John Carter)‏ هو لاعب كريكت بريطاني. لعب مع نادي مقاطعة ليسترشاير للكريكت ‏ وOxfordshire County Cricket Club ‏.

## وصلات خارجية
- جون كارتر على موقع إي آس بي آن كريك إنفو (الإنجليزية)